# Ирга азиатская
Ирга азиатская (лат. Amelanchier asiatica) — вид рода Ирга из подсемейства Яблоневые (Maloideae) семейства Розовые (Rosaceae). Растёт на склонах близ рек и ручьёв и в лесах на возвышении от 1000 до 2000 метров над уровнем моря. Распространена в Японии, Корее и Китае (на юге провинции Аньхой, северо-западе Цзянси, юге Шэньси, северо-западе Чжэцзяна).
Представляет собой небольшое дерево или куст высотой до 12 метров с редкими ветвями. Кора тёмно-коричневая, побеги опушённые, серовато-белые. Почки светло-коричневые, конические. Прилистники перепончатые, копьевидной формы, опадают рано. Черешки 1,5-сантиметровой длины, опушённые грязно-белыми волосками. Листья овальные, эллиптические либо, реже, ланцетовидные, 4—6 см длиной, 2,5—3,5 см шириной, снизу опушённый, края с острыми зазубринами.
Цветёт в апреле—мае. Соцветие — кисть длиной 4—7 см и шириной 3—5 см. Цветы белые, 3—5 см в диаметре, лепестки длиной 1,5—2 см и шириной 0,5—0,7 см. Плодоносит в августе—сентябре.